# けやき (フェリー)
けやき（英：KEYAKI）は、新日本海フェリーが運航予定のフェリー。

## 概要
就航後20年が経過する舞鶴-小樽航路「はまなす」「あかしあ」の代替船として、三菱重工業下関造船所で建造。2025年4月29日に進水し、進水式では京都府舞鶴市出身の田中彩子が支綱切断を担当。2025年12月より就航予定。
船名は京都府舞鶴市の市木であるケヤキに由来し、強健で大地にしっかりと根を張り、力強く空に向かって成長していく様子が、関西と北海道を観光と物流で繋ぐフェリーの名にふさわしいとして名付けられた。
建造に際しては「舞鶴～小樽航路に就航する新造フェリーによる省エネ実証事業」として国土交通省及び経済産業省「令和5年度 AI・IoT等を活用した更なる輸送効率化推進事業費補助金（内航船の革新的運航効率化実証事業）」に応募し、採択されている。

## 設計
国内フェリーでは初採用となるダックテールを有するバトックフロー船尾船型や垂直船首形状など最新鋭の省エネ船型を採用している。またアンチローリングタンクとフィンスタビライザーの併用による省エネ型減揺システムにより推進抵抗を抑えるなどして、従来船比5％の省エネが実現可能となっている。
スペック面では東京九州フェリーが運行する「はまゆう」「それいゆ」にほぼ準しており、違いとしては全長が200m以下である点と「スイート」の客室が新設された点がある。船首部には新日本海フェリー初の2層吹き抜けのフォワードサロンを備える。

## 船内
船内の施設は「京都」「歴史」をモチーフとして、上品・優雅かつ温かみのある内装としパブリックスペースには京都や丹後地方にまつわる名称が付けられる。

### 船室
| クラス                      | ベッド種別   | 部屋数   | 定員 | 設備                       |
| --------------------------- | ------------ | -------- | ---- | -------------------------- |
| スイート                    | ツイン       | 2名×2室  | 4名  | 専用テラス・バス・トイレ付 |
| デラックス                  | ツイン       | 2名×16室 | 32名 | 専用テラス・バス・トイレ付 |
| ステート                    | 和洋室       | 4名×8室  | 32名 | シャワー・トイレ付         |
| ステート                    | ツイン       | 2名×30室 | 60名 | シャワー・トイレ付         |
| ステート                    | ウィズペット | 2名×5室  | 10名 | シャワー・トイレ付         |
| ツーリストS (1名個室寝台)   | ベッド       |          | 74名 |                            |
| ツーリストA (階段式2段寝台) | ベッド       |          | 44名 |                            |
| ドライバー室 (1名個室寝台)  | ベッド       |          | 30名 |                            |

### 設備
- レストラン「しゅてん」 - 大江山に住む酒呑童子の伝承に由来する[1]。
- グリルレストラン「大江山」 - 小倉百人一首に収載された小式部内侍の句に登場する大江山に由来する[1]。
- フォワードサロン「白竜」 - 2層吹き抜け構造、宮津白竜の滝に由来する[1]。
- 展望大浴場・露天風呂[1]
- エントランス - 3層吹き抜け構造・イベントステージ併設[1]
- スクリーンルーム「龍宮」 - 複数壁面を用いたイマーシブコンテンツなどを上映、丹後風土記に記された浦嶋子（浦島太郎）の物語に登場する龍宮城に由来[1]。